# Haillainville
Haillainville ist eine französische Gemeinde mit 181 Einwohnern (Stand 1. Januar 2022) im Département Vosges in der Region Grand Est (bis 2015 Lothringen). Sie gehört zum Arrondissement Épinal und zum Kanton Charmes.

## Geografie
Die Gemeinde liegt etwa 40 Kilometer südöstlich von Nancy an der Grenze zum Département Meurthe-et-Moselle. Nachbargemeinden sind Giriviller im Nordosten (Département Meurthe-et-Moselle), Clézentaine im Osten, Fauconcourt und Saint-Genest im Südosten, Rehaincourt im Süden, Damas-aux-Bois im Westen und Essey-la-Côte im Nordwesten (Département Meurthe-et-Moselle).

## Bevölkerungsentwicklung
| Jahr      | 1962 | 1968 | 1975 | 1982 | 1990 | 1999 | 2006 | 2017 |
| Einwohner | 246  | 226  | 203  | 194  | 193  | 172  | 158  | 167  |

## Sehenswürdigkeiten
- Kirche Saint-Èvre

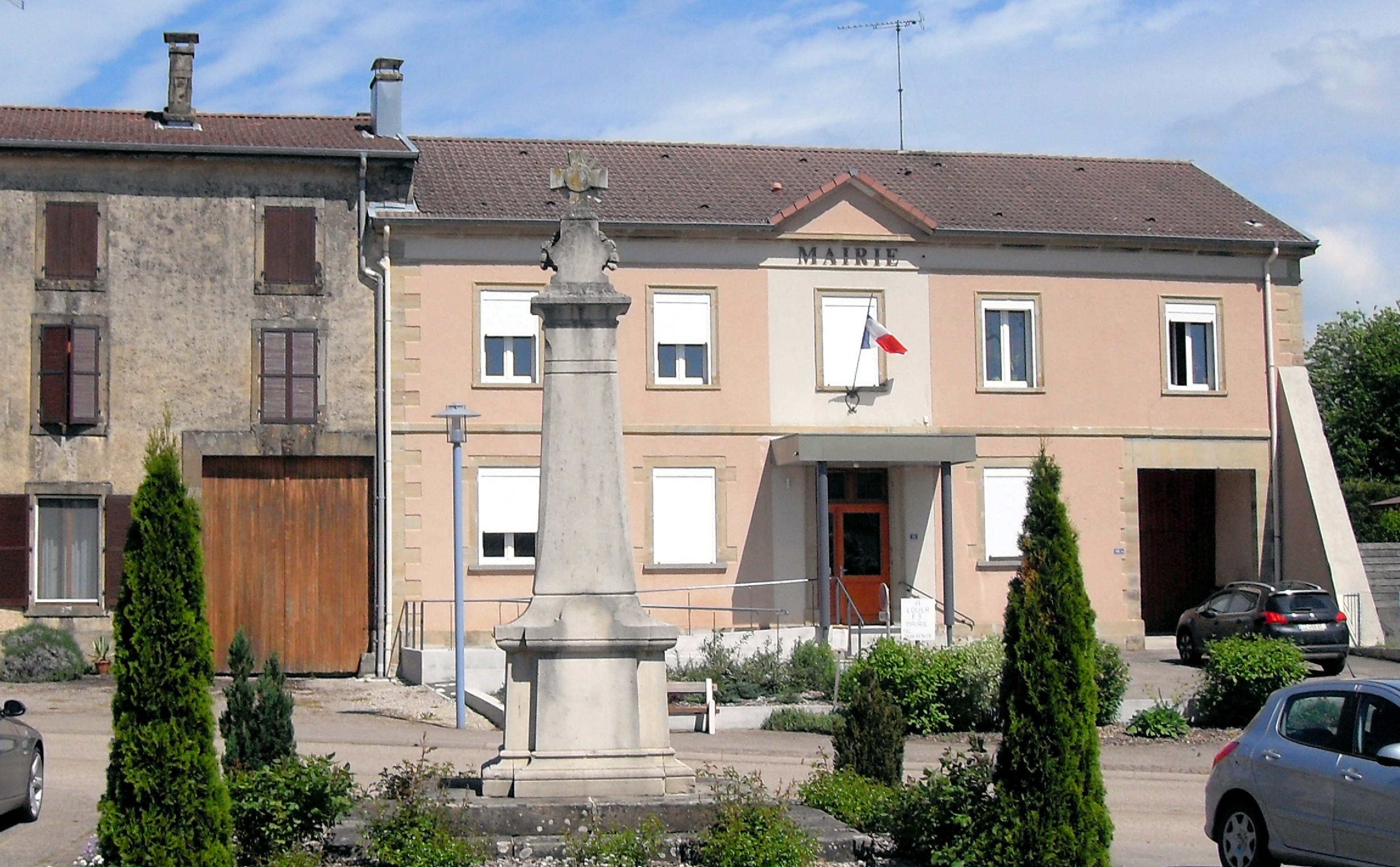
Rathaus und Kriegerdenkmal
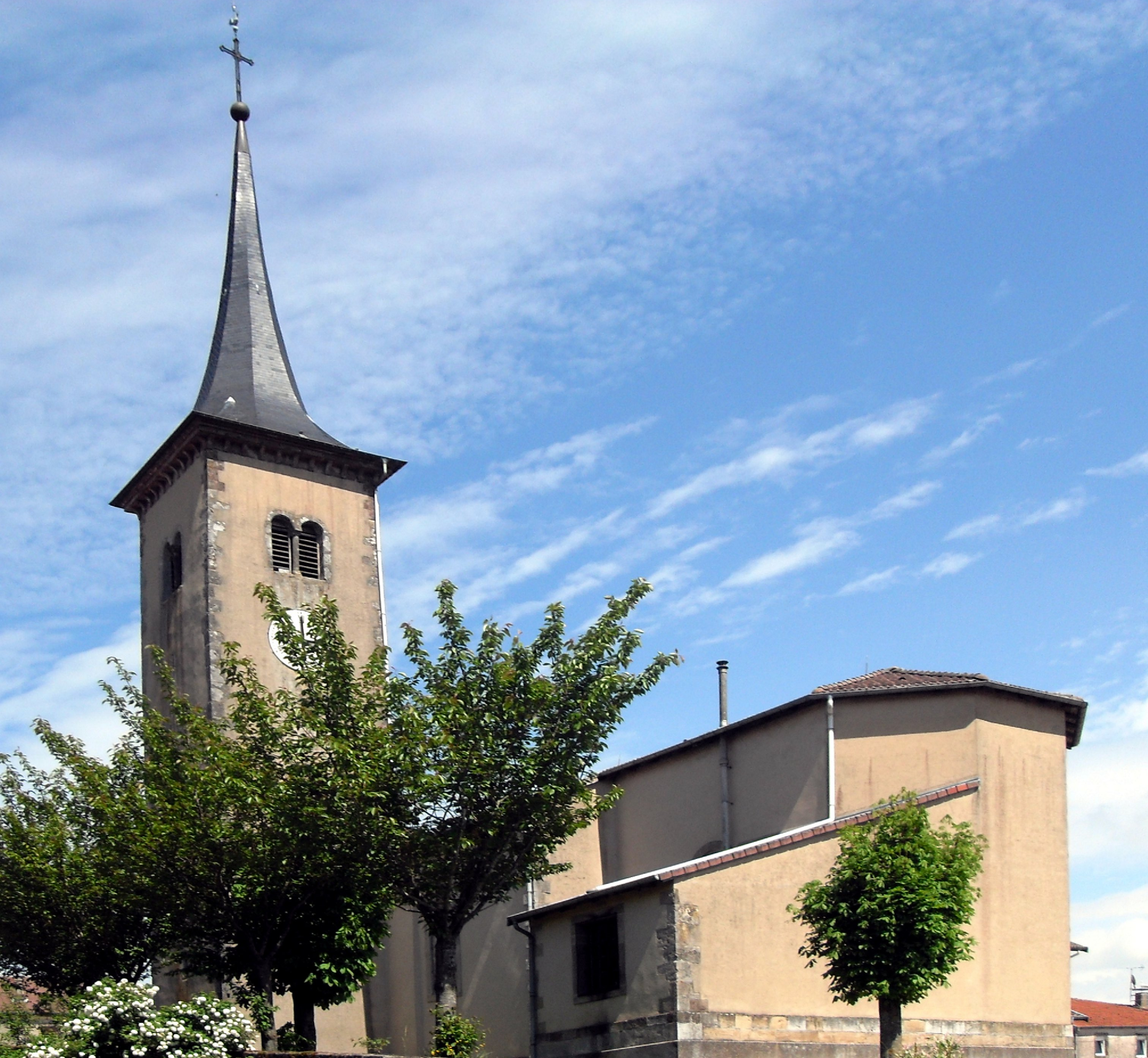
Kirche Saint-Èvre